# Explosions (album, Three Days Grace)
Explosions (stylizováno jako EXPLOSIONS) je sedmé studiové album kanadské rockové kapely Three Days Grace. Bylo vydáno 6. května 2022 prostřednictvím RCA Records. Album produkoval Howard Benson a členové kapely. Je to třetí album kapely, na kterém se jako hlavní zpěvák představil Matt Walst, a jejich poslední jako kvarteto, protože zakládající zpěvák Adam Gontier se v roce 2024 vrátil do Three Days Grace, přičemž Walst v kapele zůstal.

## Pozadí alba
Explosions je prvním albem skupiny Three Days Grace, které nebylo vydáno tři roky po předchozím albu, což byla tradice stanovená jejich prvních šesti alby.
Kapela oznámila své sedmé studiové album Explosions po vydání singlu „So Called Life“. Oznámila také termíny jarního turné, které se konali v dubnu a květnu 2022. V únoru 2022 kapela oficiálně zveřejnila seznam skladeb a obal alba. Skupina začala psát album v únoru 2020.

## Seznam skladeb
| Pořadí         | Název                                   | Délka |
| -------------- | --------------------------------------- | ----- |
| 1.             | So Called Life                          | 3:26  |
| 2.             | I Am the Weapon                         | 2:55  |
| 3.             | Neurotic (feat. Lukas Rossi)            | 3:18  |
| 4.             | Lifetime                                | 2:57  |
| 5.             | A Scar Is Born                          | 3:33  |
| 6.             | Souvenirs                               | 3:10  |
| 7.             | No Tomorrow                             | 2:52  |
| 8.             | Redemption                              | 3:10  |
| 9.             | Champion                                | 3:01  |
| 10.            | Chain of Abuse                          | 3:05  |
| 11.            | Someone to Talk To (feat. Apocalyptica) | 2:53  |
| 12.            | Explosions                              | 3:27  |
| Celková délka: | Celková délka:                          | 37:51 |

## Obsazení

### Three Days Grace
- Matt Walst – zpěv, rytmická kytara
- Barry Stock – sólová kytara
- Brad Walst – basová kytara
- Neil Sanderson – bicí, doprovodné vokály, klavír, programování

#### Ostatní hudebníci
- Lukas Rossi – zpěv (3)
- Eicca Toppinen – rytmické violoncello (11)
- Paavo Lötjönen – rytmické violoncello (11)
- Perttu Kivilaakso – hlavní violoncello (11)
- Mikko Sirén – bicí, perkuse (11)
- Lenny Castro – perkuse (1–2, 9–10, 12)
- Matt Kelly – steel kytara (12)
- Jet Sanderson – doprovodné vokály (10)